# アンティオキアのセウェロス
アンティオキアのセウェロス(465年頃 - 538年2月8日)はアンティオキア総主教(512年-518年)。キリストの本性の統一性を強調しすぎるきらいのある単性論を軌道修正し、今日の非カルケドン派が奉じる合性論を構築した神学者の一人である。今日の非カルケドン派はしばしば「セウェロス的」(英語: Severian)あるいは「言葉の上での単性論派」(英語: verbal monophysite、後述するセウェロスのキリスト論のように、実質的にはキリストの神人両性を認めるが定式としてはキリストに一つの本性のみを認める立場を指す)と表現される。

## 生涯
ピシディアのソゾポリスで異教徒の家庭に生まれ、アレクサンドリア及びベリュトスで教育を受けトリポリスの聖殉教者レオンティオス聖堂で受洗した。彼は受洗とほぼ同時に非カルケドン派の運動に参加し、自分が受けた受洗や自分に洗礼を授けた人物、さらにはネストリオス派に染まったとみなした教会自体をも否認した(Labbe, u.s.)。非カルケドン派の教義を奉じたうえで、彼はガザとその外港マイウーマの間にある同派に属する修道院に入った。彼はそこで、テオドシオスによってガザの主教に叙任された非カルケドン派の僧侶イベリアのペトロスに出会った。その頃彼はエルサレム総主教の地位を簒奪していた。このときにセウェロスは修道院長ママスの下でエレウテロポリス付近の非カルケドン派修道院に入ったとみられている。また、同じ時期にセウェロスはゼノン帝のヘノティコンを「無効の布告」そして「分裂をもたらす布告」であるとして拒否し(Labbe, v. 121)、非カルケドン派でありながらヘノティコンを受け入れたアレクサンドリア総主教ペトロス3世を破門している。記録に残っている限りで次のセウェロスの事績はあるエジプトの修道院に見られる。その修道院の院長ネファリオスは以前は非カルケドン派であったのがカルケドン信条を受け入れるようになっていた。不一致の結果として、ネファリオスは他の修道僧と結託してセウェロスおよびその仲間を追放したのである。
セウェロスはアレクサンドリアの人々の間での恐るべき宗教紛争に巻き込まれ、流血と大火に見舞われたとされる(Labbe, v. 121)。この暴力沙汰の罰から逃れるため、彼は200人ほどの非カルケドン派の僧侶の助けを受けつつコンスタンティノープルへ逃げ去った。ゼノンの跡を継いで491年に即位したアナスタシウス1世は非カルケドン派に傾斜しており、セウェロスを敬意をもって迎えた。彼がいたことで、コンスタンティノープルにおいて対立する二つの聖職者集団、カルケドン派と非カルケドン派の闘争が始まったが、この闘争は511年にアナスタシウスの屈辱、コンスタンティノープル総主教マケドニオス2世の一時的な大勝利、非カルケドン派運動の逆転といった結果に終わる(Theophanes, p. 132)。同じ年にセウェロスはアナスタシウスによって空位であったアンティオキア総主教の座にしきりに派遣され(Labbe, iv. 1414; Theod. Lect. ii. 31, pp. 563, 567; Theophanes p. 134)、即位の当日になって教会内でカルケドン派から破門を厳粛に宣告され、それを回避するために以前は否認したヘノティコンを受け入れた。彼はペトロス・モンゴスの名をディプティクに記されるよう取り計らった。非カルケドン派の高位聖職者、コンスタンティノポリスのティモテオスやアレクサンドリアのヨハネス・ニキオタと協働するようになった。そして、イベリアのペトロスやその他の合性論の指導者たちとも協働するようになった(Evagr. H. E. iii. 33; Labbe, iv. 1414, v. 121, 762; Theod. Lect. l.c.)。このころには非カルケドン派がキリスト教世界で勝利を収めたように思われた。自身の長老としての地位や皇帝の厚い保護に驕り、セウェロスは同輩たる高位聖職者たちに手紙を送って自らの高さを告知して協働することを要求した。これに伴って彼はカルケドン派やキリストの二つの本性を主張する者たちを破門した。多くの人々はこれらを完全に拒否したが、東方においてはどこでも非カルケドン派が優勢であり、当然セウェロスは信仰の擁護者の長とみなされた(Severus of Ashmunain apud Neale, Patr. Alex. ii. 27)。ヨハネス・ニキオタとセウェロスの間で教会会議に関する手紙が交わされたが、これはアレクサンドリア総主教とアンティオキア総主教という非カルケドン派の間で交わされた交わりの最初の例であり、このような交わりが今日まで続いている。
しかしセウェロスの大勝利は長くは続かなかった。彼のアンティオキア総主教の地位は彼のパトロンの皇帝の地位とともに終わった。アナスタシウスの後をカルケドン派を奉じるユスティヌス1世が継いだ。非カルケドン派の高位聖職者は皆カルケドン派の後任者に取って代わられたが、セウェロスがその最初の例となった。オリエンス管区総督エイレナイオスが彼を捕らえる役に任じられたが、セウェロスはエイレナイオスが到着する前に出発し、518年9月のある夜にアレクサンドリアへ向けて出帆した(Liberat. Brev. l.c.; Theophanes, p. 141; Evagr. H. E. iv. 4)。アンティオキアのパウロス1世が彼の後釜に座った。セウェロスと彼の教説は複数の教会会議で破門されていたが、アレクサンドリアでは彼は総主教ティモテオス3世によって快く迎えられ、彼の同輩の教説家も「ネストリオス派」による破壊から正統教義を擁護する者として称揚された。彼の教説・説教によって彼の「全ての博士の口」(ラテン語: os omnium doctorum)としての権威が確立され、彼のエジプト到着を記念して西シリア教会およびコプト教会では長い間記念祭が祝われていた(Neale, u.s. p. 30)。アレクサンドリアはすぐにあらゆる種類の非カルケドン派の隠れ家となり、皇帝にとっても手に余るほど巨大な勢力となった。しかしアレクサンドリアの中で激しい論争によってキリスト論に関する様々な細かい問題が起こり、その内の一つにセウェロス及び彼の同輩である亡命者ハリカルナッソスのユリアノスも巻き込まれた。それはキリストの復活の前に彼の人間としての肉体が腐敗しえたかというものであった。ユリアノスと彼の追従者はファンタシアスタイおよびアプタルトドケタイ、つまり腐敗しえないという立場を標榜し、セウェロスとその追従者は逆にプタルトラトライあるいはコッルプティコラエ、およびクティストラトライという立場をとった。この論争は白熱して長引きが決着がつかず、後の東方諸教会はセウェロスが勝利したと主張している(Renaudot, p. 129)。
エジプトではセウェロスが滞在していた時代およびその前後にカルケドン派と非カルケドン派との勢力争いが続けられていたが、これに関して次のような考察がなされている。つまり、以前はこれに関して「土着のコプト人たちは非カルケドン派を奉じていたのに対しギリシア系の人々はカルケドン派を信仰しており、これがために両者の間で争いが続けられた」と考えられていたのだが、これは誤りで、実際には「エジプトの民衆や修道士たちはコンスタンティノポリスからのアレクサンドリアに対する干渉や世俗政治からの教会政治に対する干渉を嫌って騒乱に参加した」のだというのである。
前々段落で述べたように数年間をエジプトで文化的・論争的活動に費やしたのち、セウェロスはユスティヌスの後継者ユスティニアヌス1世から予期せぬ召喚を受けた。これはユスティニアヌスの妃テオドラがセウェロスの主張を気に入っていたからであった。一方皇帝は長きにわたる神学的議論から起こされた騒乱に疲労を覚えていた。彼が教えを受けたセウェロスが非カルケドン派の長であり、彼の影響を通じてのみ再統一が得られる状況であった。このころ535年にコンスタンティノポリスのアンティモス1世がテオドラの影響でコンスタンティノポリス総主教に就任したばかりであった。彼は非カルケドン派であり、セウェロスや彼の仲間のアパメアのペトロ、ゾアラス、と熱心に交流を持った。彼のこうした活動は非カルケドン派を帝国公認の教説にするためのものであった。この非カルケドン派の導入によってコンスタンティノポリスに大きな混乱が起こり、多くの人々が彼らの教説を信じるようになった(Labbe, v. 124)。その結果、政治的用件で偶然コンスタンティノポリスを訪れていたアガペトゥス1世の要請により、非カルケドン派のアンティモスとティモテオスが廃位された。アンティモスの跡を継いだコンスタンティノポリスのメナスは536年の5月と7月に教会会議を開き、そこでカルケドンの問題を扱った。セウェロスと彼の二人の仲間は「狼として」追放され、再び破門された(Labbe, v. 253-255)。会議の決定はユスティニアヌスによって裁可された。セウェロスの著作は禁書とされた。セウェロスの著作を持っていてそれを焼き払わなかった者は右手を失うことになった(Evagr. H. E. iv. 11; Novell. Justinian. No. 42; Matt. Blastar. p. 59)。セウェロスはエジプトに戻り、二度とエジプトを離れることはなかったと考えられている。彼が死んだのは538年、539年、542年のいずれかとされる。エフェソスのヨハネスによれば、セウェロスはエジプトの砂漠の中で死んだという。

## 著作と神学
彼は非常に多産な著述家だったが、現在では彼の著作は断片しか残っていない。それらがセウェロスのものと同定された限りで、そういった断片は皆ウィリアム・ケイヴとファブリキウスの選集により読める。大部分はシリア語でのみ現存する。
セウェロスは非カルケドン派を厳密に定義された信条を持つ一つの集団にまとめ上げるという大きな目的を達成した。非カルケドン派が細分化していたにもかかわらず、彼は(ドーナーの言葉を借りれば)「厳密に言えば、社会の最もよくまとまった部分の学問的指導者」であり、非カルケドン派からも敵対者からもそのようにみなされた。彼はカルケドン派との長きにわたる激しい闘争の主たる攻撃対象であり、カルケドン派によって彼は非カルケドン派の著述家にして首謀者と呼ばれた。できるだけたくさんの神学的に毛色の異なる人々を取り込むことを望んで、彼はできる限りきっちりと教会の定式化に従ったが、一方でその定式化に彼独自の要素を付け加えた。
セウェロスは『オイクメニオスへの手紙』において自身のキリスト論を明らかにしている:

本来的な諸特性、つまり唯ひとりのキリストを形成する神性と人間性について語る人々を異端宣告することは我々にはできない。肉がたとえ神の肉となろうとも、肉は肉として実在するのを止めるのではなく、言(ロゴス)がたとえ理性的で知性を有する魂を所有する肉と実体(ヒュポスタシス)として合一されるにしても、言(ロゴス)はご自分に特有な本性を破棄されるのではない。むしろ、インマヌエルを形成する[二つの]本性の本来的な諸特性の形のもとに、同一性と同様に相違もまた保持される。肉は言(ロゴス)の本性に変容させられるのでも、言(ロゴス)は肉に変化されるのでもないからである。
セウェロスはキリストは一つだけの本性を持つと述べるが、以上の手紙に見られるように、神性と人性という二つの本性の持つ諸特性は全てキリストの本性の内に保存されていると考えていた。